# 金温铁路
金温新双线即金丽温高速铁路，原名金温铁路扩能改造工程，又称新金温铁路，是中华人民共和国浙江省的一条高速铁路。线路全长188.366公里，途经金华金东区、武义县、永康市、丽水缙云县、莲都区、青田县、温州瓯海区及鹿城区，设东孝、金华南、武义北、永康南、缙云西、丽水、陈篆（原帧埠）、青田等8个火车站，最后接入温州南站，与沪昆铁路、甬台温铁路、温福铁路相连接，与现有金温线基本不重叠。金温铁路扩能改造工程为一次性新建双线电气化国家Ⅰ级铁路，设计行车速度为200公里/小时（预留250公里/小时条件），规划运输能力为客车69对/日、货运1500万吨/年。项目总投资179.7亿元，由铁道部和浙江省共同出资，建设工期为4年，2015年10月15日开始联调联试，2015年12月25日建成投用。

## 运营
2015年12月25日，上海铁路局宣布金温高铁将于同月26日开通，12月26日至2016年1月9日开通初期安排开行管内高速动车组列车9对，线上列车的客票已于12月25日上午11时开售。同日，金温铁路相关设备正式开通启用。2016年1月10日调图后，金温高铁计划安排开行高速动车组列车19.5对。
2017年3月20日，丽水站开行始发往温州南、杭州东、合肥南和上海虹桥的高速动车组列车。
2018年2月26日起，金温高铁全线所有车站支持刷中华人民共和国居民身份证进站乘车。

## 车站
金温高铁途径车站：东孝站、金华南站、武义北站、永康南站、缙云西站、丽水站、陈篆站、青田站、温州南站。
各中途站中，武义北站、永康南站、缙云西站、陈篆站为本线新建车站，金华南站、丽水站和青田站为改造后的既有站，均由上海铁路局金华车务段管辖。